# Andrea Fischbacher
Andrea Fischbacher, née le 14 octobre 1985 à Eben im Pongau, est une skieuse alpine autrichienne. Spécialiste des épreuves de vitesse, elle gagne trois fois en Coupe du monde, ainsi que la médaille d'or olympique du super G en 2010, un an après une médaille de bronze obtenue aux Championnats du monde à Val d'Isère dans cette même épreuve.

## Carrière
En juniors, elle remporte les super G des championnats du monde junior à Maribor (Slovénie) le 12 février 2004 puis à Bardonnèche (Italie) le 24 février 2005. Elle fait ses débuts dans la Coupe du monde en mars 2004 à Sestrières et marque ses premiers la saison suivante, où elle remporte le classement général de la Coupe d'Europe.
Elle monte sur son premier podium (2e place) en Coupe du monde le 4 décembre 2005 lors du super G de Lake Louise (Canada). Sa première victoire intervient aussi dans un super G, en février 2008 lors de la manche de Sestrières.
Aux Championnats du monde 2009, elle remporte sa première médaille internationale en senior avec le bronze obtenu lors du super G. Cet hiver, elle signe aussi son unique podium dans un slalom géant de Coupe du monde (son seul en technique) à Sölden, ainsi que trois autres podiums, dont un succès à la descente de Bansko. Il s'agit de sa saison la plus prolifique et établit son meilleur classement général avec le dixième rang et en descente, avec le deuxième rang.
Elle remporte la médaille d'or en super-G lors des Jeux olympiques de Vancouver de 2010 devant les stars Tina Maze et Lindsey Vonn. Elle venait d'obtenir un podium en Coupe du monde en super G à Saint-Moritz.
Après cinq ans sans victoire en Coupe du monde, elle renoue avec le succès en mars 2014 à la descente de Crans Montana devant Anna Fenninger. Elle avait manqué sa sélection pour les Jeux olympiques de Sotchi qui ont eu lieu le mois précédent alors encore en état de méforme.
Elle annonce sa retraite sportive le 10 juin 2015 à l'âge de 29 ans.

## Palmarès

### Jeux olympiques d'hiver
| Épreuve / Édition | Turin 2006 | Vancouver 2010 |
| Descente          | -          | 4e             |
| Super-G           | 13e        | Or             |

### Championnats du monde
| Épreuve / Édition | Bormio 2005 | Val d'Isère 2009 | Garmisch-Partenkirchen 2011 | Schladming 2013 |
| Descente          | -           | 7e               | 9e                          | 8e              |
| Slalom géant      | -           | 24e              | 25e                         | -               |
| Super G           | 7e          | Bronze           | Abandon                     | 9e              |

### Coupe du monde
- Meilleur classement général : 10e en 2009 et 2010.
- 10 podiums (6 en super G, 3 en descente et 1 slalom géant), dont 3 victoires.

#### Détail des victoires
| Édition / Épreuve | Descente      | Super G    | Total |
| 2008              |               | Sestrières | 1     |
| 2009              | Bansko        |            | 1     |
| 2014              | Crans Montana |            | 1     |
| Total             | 2             | 1          | 3     |

#### Classements en Coupe du monde
| Année/Classement | Année/Classement | Général | Général | Descente | Descente | Super G | Super G | Slalom géant | Slalom géant | Slalom | Slalom | Combiné | Combiné |
| ---------------- | ---------------- | ------- | ------- | -------- | -------- | ------- | ------- | ------------ | ------------ | ------ | ------ | ------- | ------- |
| Année/Classement | Année/Classement | Class.  | Points  | Class.   | Points   | Class.  | Points  | Class.       | Points       | Class. | Points | Class.  | Points  |
| 2005             | 2005             | 68e     | 65      | 47e      | 11       | 47e     | 29      | 50e          | 7            | -      | -      | -       | -       |
| 2006             | 2006             | 15e     | 507     | 36e      | 40       | 7e      | 231     | 14e          | 170          | 34e    | 24     | 10e     | 42      |
| 2007             | 2007             | 13e     | 488     | 11e      | 205      | 8e      | 158     | 18e          | 86           | 39e    | 26     | 35e     | 13      |
| 2008             | 2008             | 20e     | 360     | 25e      | 99       | 12e     | 198     | 27e          | 26           | 52e    | 2      | 21e     | 32      |
| 2009             | 2009             | 10e     | 697     | 2e       | 326      | 8e      | 197     | 14e          | 147          | -      | -      | 20e     | 27      |
| 2010             | 2010             | 10e     | 486     | 15e      | 113      | 5e      | 239     | 17e          | 112          | -      | -      | 20e     | 22      |
| 2011             | 2011             | 14e     | 483     | 11e      | 175      | 13e     | 111     | 13e          | 134          | -      | -      | 15e     | 48      |
| 2012             | 2012             | 31e     | 284     | 17e      | 120      | 15e     | 132     | 34e          | 34           | -      | -      | -       | -       |
| 2013             | 2013             | 60e     | 109     | 33e      | 28       | 21e     | 81      | -            | -            | -      | -      | -       | -       |
| 2014             | 2014             | 21e     | 313     | 8e       | 257      | 38e     | 22      | 33e          | 34           | -      | -      | -       |         |
| 2015             | 2015             | 63e     | 89      | 31e      | 43       | 40e     | 13      | 31e          | 33           | -      | -      | -       | -       |

### Championnats du monde junior
| Épreuve / Édition | Briançonnais 2003 | Maribor 2004 | Bardonnèche 2005 |
| Descente          | 14e               | 14e          | -                |
| Slalom            | Abandon           | 23e          | -                |
| Slalom géant      | 8e                | 10e          | Abandon          |
| Super G           | Abandon           | Or           | Or               |
| Combiné           | -                 | 7e           | -                |

### Coupe d'Europe
- Gagnante du classement général en 2005.
- 11 podiums, dont 3 victoires (2 en super G et 1 descente).

## Distinctions
- Élue sportive autrichienne de l'année 2010.